# إليزابيث سوي
إليزابيث سوي (بالإنجليزية: Elizabeth Cui) هي غطاسة نيوزيلندية، ولدت في 12 أغسطس 1997 في نيوزيلندا.

## وصلات خارجية
- إليزابيث سوي على موقع الاتحاد الدولي للسباحة (الإنجليزية)
- إليزابيث سوي على موقع قاعدة بيانات الغوص IAT (الألمانية)
- إليزابيث سوي على موقع اللجنة الأولمبية الدولية (الإنجليزية)
- إليزابيث سوي على موقع أوليمبيديا (الإنجليزية)
- إليزابيث سوي على موقع اللجنة الأولمبية النيوزيلندية (الإنجليزية)